# Barbara Zakrzewska-Nikiporczyk
Barbara Maria Zakrzewska-Nikiporczyk (ur. 1 stycznia 1946 w Poznaniu, zm. 30 listopada 2023 tamże) – polska kompozytorka, muzykolożka, bibliotekarka. 

## Życiorys
Była najstarszą córką profesora ekonomii, Zbigniewa Zakrzewskiego herbu Trzaska i Godzisławy z Donimirskich herbu Brochwicz. Ukończyła Państwowe Liceum Muzyczne im. Mieczysława Karłowicza w Poznaniu w 1964 roku. Studiowała kompozycję u Floriana Dąbrowskiego w Państwowej Wyższej Szkole Muzycznej w Poznaniu. W latach 1972–1974 odbyła studia podyplomowe z zakresu bibliotekoznawstwa i informacji naukowej. Uzyskała stopień doktora w Instytucie Historii Uniwersytetu im. Adama Mickiewicza w Poznaniu w 1976 roku na podstawie pracy pt. Ruch śpiewaczy w Wielkopolsce w latach 1870–1918, jej promotorem był Zdzisław Grot.
Pracowała jako wychowawczyni świetlicy w I Liceum Ogólnokształcącym im. Karola Marcinkowskiego w Poznaniu i w Technikum Chemicznym nr 1 w latach 1969–1972. Pracowała w Sekcji Zbiorów Muzycznych Biblioteki Uniwersyteckiej w Poznaniu od 1972 do 1998 roku. Od 1978 roku była zatrudniona w Zakładzie Muzykologii Uniwersytetu im. Adama Mickiewicza w Poznaniu (zob. Instytut Muzykologii Uniwersytetu im. Adama Mickiewicza w Poznaniu). Została bibliotekarzem dyplomowanym w 1980 roku. Pracowała w Polish Music Reference Center na Uniwersytecie Południowej Kalifornii od 1 września 1998 roku do 2002 roku. Należała do Związku Kompozytorów Polskich.
Mieszkała w Poznaniu przy ul. Promienistej 40/2. Została pochowana na Cmentarzu Junikowo w Poznaniu.

## Nagrody
- III nagroda w Ogólnopolskim Konkursie Kompozytorskim na hejnał miasta w Kamieniu Pomorskim (1969)[2]
- nagroda specjalna za muzykę do filmu animowanego Joasia i smok Tomasz na Festiwalu Filmów Animowanych w Zagrzebiu (1980)[8]
- II nagroda (I nie przyznano) za utwór pt. Spacery kosmiczne w konkursie kompozytorskim podczas Biennale Sztuki dla Dziecka w Poznaniu (1984)[8]
- Odznaka „Zasłużony Działacz Kultury”[7]

## Twórczość
Pisała dzieła orkiestrowe, kameralne, utwory solowe, wokalno-instrumentalne, muzykę dla dzieci, muzykę filmową. Wybrane utwory:
- Tetragonos tri fatos na orkiestrę (wyk. 1974)[7]
- Muzyka Platońska I na skrzypce, fortepian, organy, harfę, czelestę i dzwonki (1974)[7]
- Tryptyk perkusyjny (1975)[7]
- Królewna Śnieżka, balet-pantomima w 1 akcie (1976)
- Muchy na 5 kontrabasów (1977)[7]
- Aenigma na septet instrumentalny (1979)[7]
- muzyka do filmu animowanego Joasia i smok Tomasz (1979)[7]
- Erotic na 3 flety, czelestę i wibrafon (1982)[7]
- Miazga na orkiestrę (1994)[7]
- Warmio moja, kantata (wyk. 1986)[7]
- Spectrum music, muzyka komputerowa (1986)[9]
- Magnificat na organy (1989)[7]
- Waving, muzyka komputerowa (1996)[9]
- Blessed Are The Merciful. Hymn z okazji Roku Miłosierdzia na głos żeński, trzygłosowy chór żeński i organy (2016)[4]

## Dorobek naukowy
Zajmowała się polskim i niemieckim życiem muzycznym w Wielkopolsce i na Pomorzu w XIX i XX wieku, wątkami polskimi w kulturze muzycznej Ameryki Północnej i Londynu, a także komputerową muzyką współczesną. Napisała ponad 80 publikacji. Wybrane publikacje książkowe:
- Działalność wielkopolskich chórów kościelnych w latach 1870-1918 (1977)[10]
- Z dziejów polskiego świeckiego ruchu śpiewaczego w Wielkim Księstwie Poznańskim : (lata 1870-1892) (1979)
- Życie muzyczne Pomorza 1815–1920 (1982)[9]
- Muzyczny ruch wydawniczy w Wielkopolsce. 1815–1975 (1986)[9]
- Muzyka w prasie i czasopismach poznańskich w latach 1830–1870 (1989)[9]
- Pomorskie wydawnictwa muzyczne w latach 1815-1920 (1993)[10]
- Ruch śpiewaczy w Wielkopolsce pod zaborem pruskim: 130 rocznica powstania Związku Kół Śpiewackich na Wielkie Księstwo Poznańskie (2022)[11]
- Amerykańskie kariery muzyków polskich na przełomie XIX i XX wieku (2022)[12]